# Güjük mongol nagykán
Güjük (mongolul Гүюг; 1206. március 19. – 1248. április 20.) Ögödej kán legidősebb fia, a Mongol Birodalom harmadik nagykánja 1246 és 1248 között.

## Ifjúsága
Güjük Dzsingisz kán és Ögödej kán ideje alatt katonai képzésben részesült. A Merkit klánbeli Ogul Kajmist vette feleségül. 1233-ban anyai unokatestvérével Alcsidajjal és Tanggud hadvezérrel együtt néhány hónap alatt meghódította a dzsürcsi Pu-hszia Van-hu rövid életű Keleti Hszia államát. Miután Dzsingisz kán legkisebb fia, Toluj meghalt, Ögödej javasolta, hogy özvegye, Szorkaktani menjen férjhez Güjükhöz; Szorkaktani azonban visszautasította, mondván, hogy neki fiaival kell törődnie.
1236-1241 között Güjük más mongol hercegekkel együtt részt vett az oroszok és a Közép-Európa elleni nagy hadjáratban. Ő vezette Rjazany bevételét, valamint az alán főváros, Magasz hosszas ostromát. A győzelmi lakomán Batu először ivott és ezen Güjük (és Csagatáj unokája, Büri) annyira felháborodott, hogy ezt kiáltotta: "Ezeket a tegzes vénasszonyokat, ezeket fahasábbal kellene végigverni a mellükön" és kiviharzott és ellovagolt. Amikor ennek a híre elért a nagykánhoz, magához rendelte őket. Miután első haragja lecsillapodott, megszidta Güjüköt: "úgy viselkedsz, mintha egymagad hódítottad volna meg az oruszutok népét, és úgy nekigőgösködtél, hogy bátyád ellen ellenségesen léptél fel... de még egy bakkecske patáját sem sikerült zsákmányként megszerezned", majd visszaküldte Batuhoz, hogy ő ítélkezzék fölötte.
1241-ben Ögödej meghalt és özvegye, Töregene ragadta magához a régensséget és hatalmát arra használta fel, hogy Güjüköt segítse a nagykáni trónusra. Batu félbehagyta a magyarországi hadjáratot és visszasietett Mongóliába, hogy érvényesíthesse befolyását a kánválasztáson. Sokáig sikeresen halogatta a választás idejét, de végül 1246-ban a kurultáj megválasztotta Güjüköt nagykánnak. Dzsingisz legfiatalabb öccse, Temüge erővel megpróbálta magához ragadni az uralmat, de Güjük időben közbelépett, elfogatta és kivégeztette őt.

## Trónra lépése

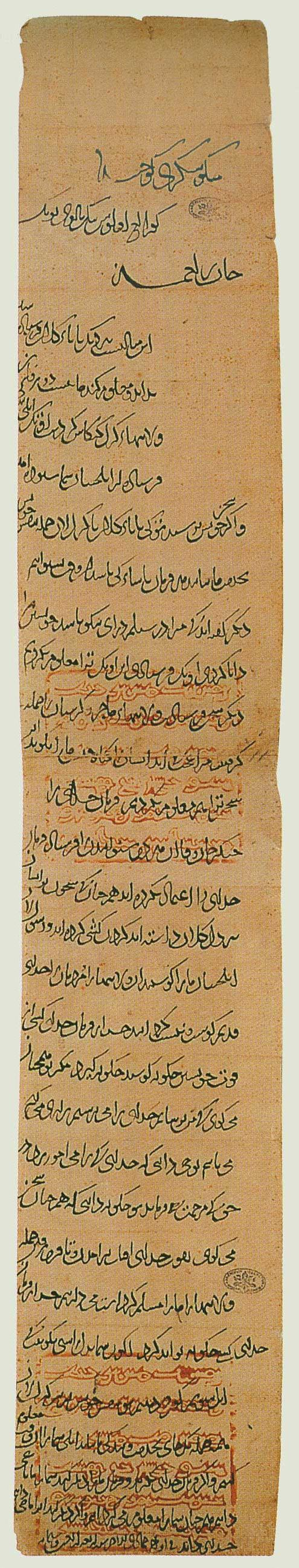
Güjük levele a pápához

Az új nagykán 1246. augusztus 24-én foglalta el a trónt Karakorumban. Az eseményen nagyszámú külföldi követ és vazallus jelent meg; köztük volt IV. Ince pápa követe, Plano Carpini Johannes, II. Jaroszláv vlagyimiri nagyfejedelem, a grúz uralkodó, az örmény király testvére, a leendő rúmi szeldzsuk szultán, IV. Kilidzs Arszlán, az abbászida kalifátus és a delhi szultanátus követei. Plano Carpini szerint 3-4000 követ és látogató vett részt Ázsiából és Kelet-Európából, valamennyien gazdag ajándékokat hoztak magukkal. A pápai követ azt is írta, hogy Güjük kivégeztette Dzsingisz kán egyik lányát, mert azzal vádolták, hogy megmérgezte Ögödejt.
Plano Carpini magával vitte a kán levelét a pápához, amelyben Güjük megparancsolta a katolikus egyházfőnek, hogy: "Te pedig személyesen, minden királyok élén, együttesen, kivétel nélkül, gyere szolgálatunkra és hódolatunkra (...) ha Isten parancsának nem engedelmeskedtek, és parancsunknak ellenszegültök, akkor ellenségnek foglak tekinteni benneteket". A perzsa nyelven íródott levélben Güjük azt állította, hogy azért támadták meg Magyarországot, mert IV. Béla kivégeztette a követeiket.

## Uralkodása

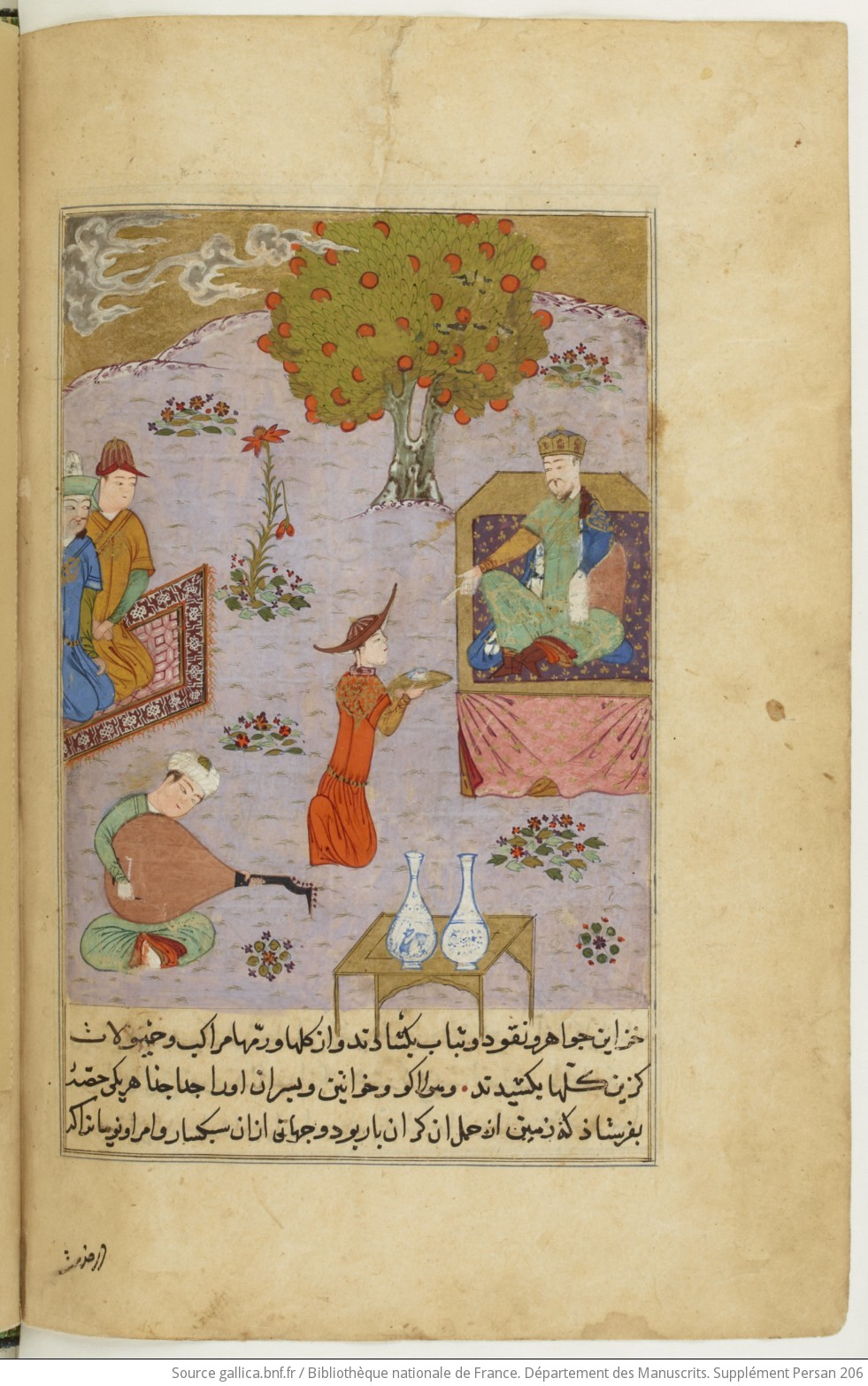
Güjük lakomája

Güjük szigorú és okos ember volt, bár eléggé beteges és rosszkedvű. Alkoholizmusa csak rontott egészségi állapotán. A kán visszavont néhány népszerűtlen intézkedést, amit anyja hozott régenssége idején. Grúziát kettéosztotta a két fivér, David Narin és David Ulu között és az utóbbit tette meg nagykirálynak. A kilikiai örmény király elküldte hozzá öccsét, azzal hogy meghódolnak a mongoloknak, ezért Güjük meghagyta őt uralkodónak és nem küldött hozzá mongol helytartókat és adómentességet kapott. Az Abbászidáktól is megadást követelt, amire azok nem voltak hajlandóak. Eldzsigidej hadvezérnek megparancsolta, hogy szervezzen hadjáratot Bagdad ellen, de a kán halála miatt erre végül nem került sor. A Koreai-félszigetre Korjo állama ellen Amukan hadvezérét küldte, aki megparancsolta Kodzsong királynak, hogy költöztesse vissza udvarát Kanghvado szigetéről (ahová a mongol betörések miatt menekültek) Keszongba, és amikor ezt megtagadták, feldúlta a királyságot.
Az egész birodalomban népszámlálást tartott és annak alapján egyharmincadtól egytizedig terjedő adót róttak ki. Grúziában és Örményországban ezenfelül 60 ezüst dramnyi fejadót szedtek be.
1247-ben Batu (aki Güjük ellen szavazott, de respektálta őt hagyománytiszteletéért) elküldte hozzá az elhalálozott vlagyimiri nagyfejedelem két fiát, Andrejt és Alekszandert. Güjük Andrejt vlagyimiri nagyfejedelemmé, Alekszandert kijevi fejedelemmé nevezte ki.
1248-ban Güjük megparancsolta Batunak, hogy jöjjön Mongóliába, amit sokan úgy értelmeztek, hogy fogságba akarja őt vetni. Batu (akit Szorkaktani is figyelmeztetett) engedelmeskedett ugyan, de nagy sereget vitt magával. Güjük elindult elé, de a találkozóra már nem került sor, mert útközben a mai Hszincsiang területén meghalt. Feltehetően idült alkoholizmusába pusztult bele, de lehetséges, hogy megmérgezték. Willem van Rubroeck flamand utazó szerint Dzsingisz kán unokájával, Sibannal birkózott és eközben halt meg. Az új kán megválasztásáig özvegye, Ogul Kajmis lett a régens, de nem tudta a család ezen ágában tartani az utódlást, 1251-ben Toluj fia, Möngke lett a nagykán.

## Fordítás
- Ez a szócikk részben vagy egészben  a   Güyük Khan című angol Wikipédia-szócikk ezen változatának fordításán alapul.  Az eredeti cikk szerkesztőit annak laptörténete sorolja fel. Ez a jelzés csupán a megfogalmazás eredetét és a szerzői jogokat jelzi, nem szolgál a cikkben szereplő információk forrásmegjelöléseként.